# Rhamphomyia erythrophthalma
Rhamphomyia erythrophthalma är en tvåvingeart som beskrevs av Johann Wilhelm Meigen 1830. Rhamphomyia erythrophthalma ingår i släktet Rhamphomyia och familjen dansflugor. Inga underarter finns listade i Catalogue of Life.